# Lübben (Spreewald)
Lübben település Németországban, azon belül Brandenburgban.Lakosainak száma 13 967 fő (2023. december 31.). Lübben Schönwald (Brandenburg) és Krausnick-Groß Wasserburg községekkel határos.

## Fekvése
Cottbustól északnyugatra, a Spree-erdő (Spreewald) vidékén fekvő település.

## Története

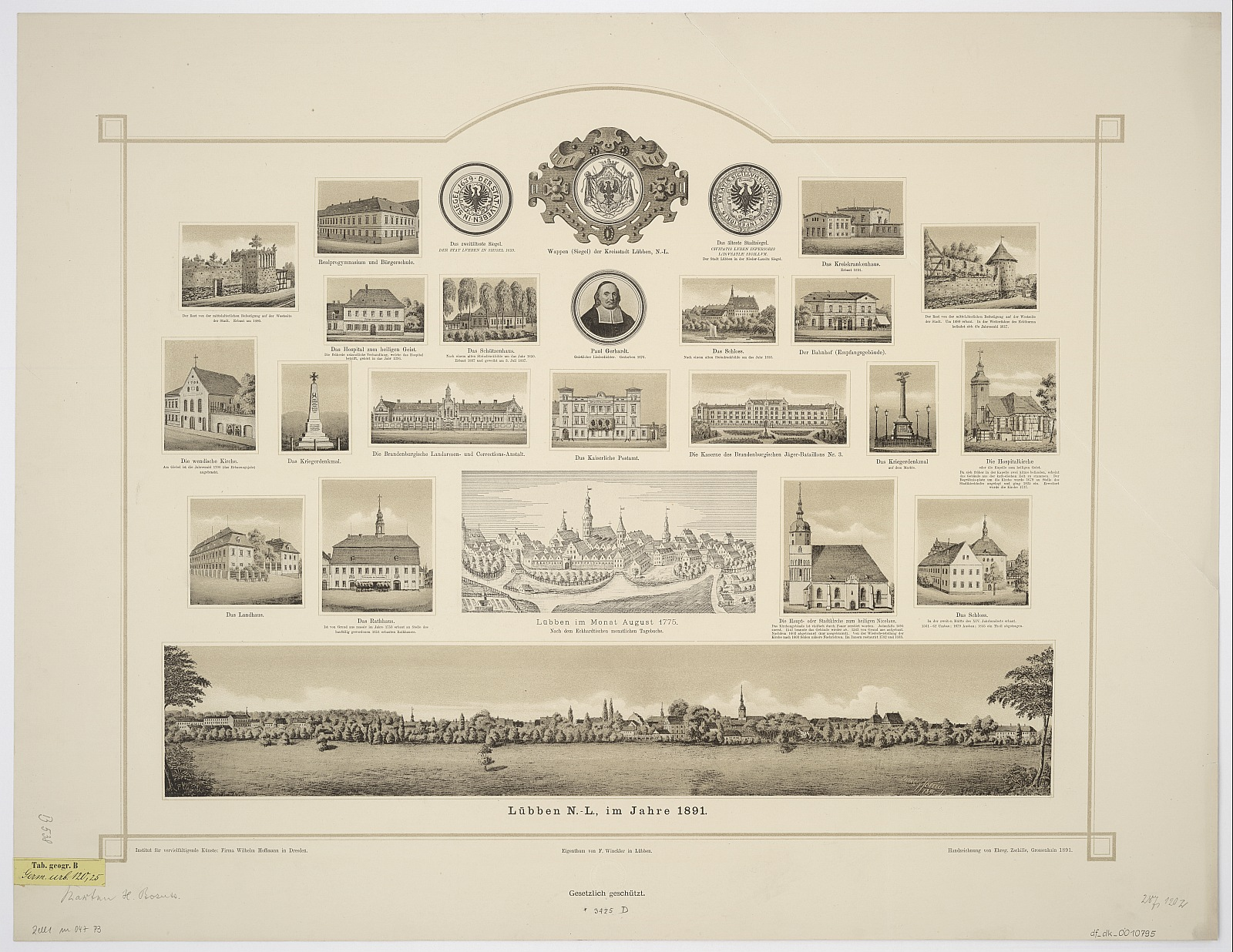

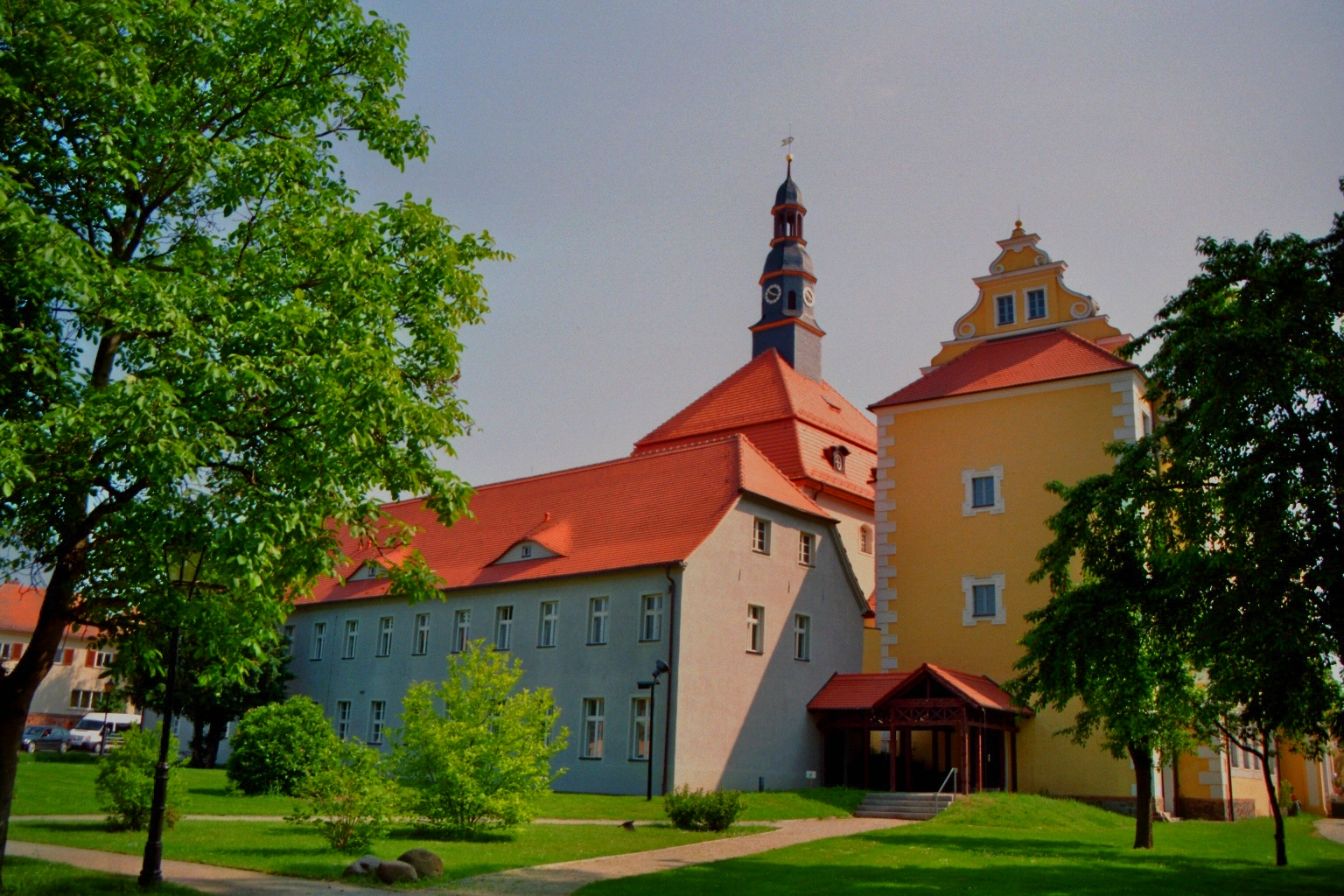
Lübben, Kastélyrészlet

A város fontos közlekedési csomópontban fekszik, egyben a Spree-erdő (Spreewald) turizmusának kiindulópontja.
Lüben nevét mint vár és település nevét egy 1150-ből való oklevél említette először, majd 1220-ban városjogot is kapott. Az elmúlt századok során gyakran csatolták át más államok területéhez, többször volg grófi vagy helytartói székhely is.
1666 és 1815 között innen igazgatták az akkor Szászországhoz tartozó Niederlausitzot, majd Poroszország kebelezte be a területet, de igazgatási székhelye továbbra is Lübben maradt.
A második világháború alatt a régi városrész súlyos károkat szenvedett, de később újjáépült, műemlékeit is nagyrészt helyreállították.

## Nevezetességek
- Az egykori kastély megmaradt vastagfalú tornya
- Postamérföldkő - 1735-ből való, akkoriban időben erre vezetett az út Drezdából az Odera menti Frankfurt felé.
- Miklós templom (Nikolaikirche) - 1494-1550 között régebbi részletek felhasználásával épült vöröstéglás késő gótikus épület.
- Paul Gerhardt zeneköltő szobra - a Miklós templom előtt áll. A templomot Paul Gerhardt templomnak is nevezik.

## Híres személyek
- Paul Gerhardt (1607–1676), evangélikus lelkész, német költő, evangélikus egyházi dalköltője
- Christian Götz (1783–1849), császári és királyi vezérőrnagy, az 1848–49-es szabadságharcban a császári csapatok egyik tábornoka.

## Galéria

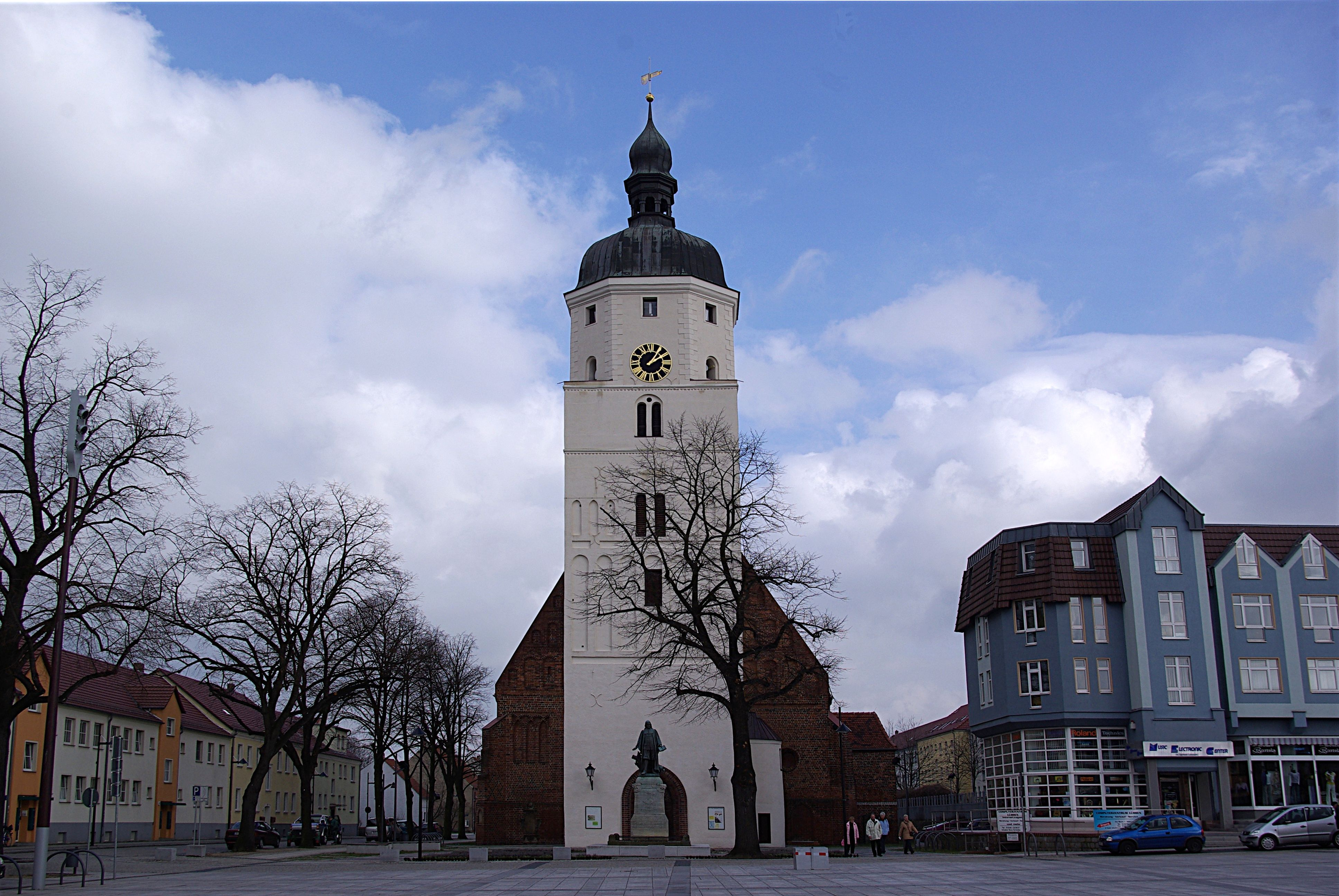
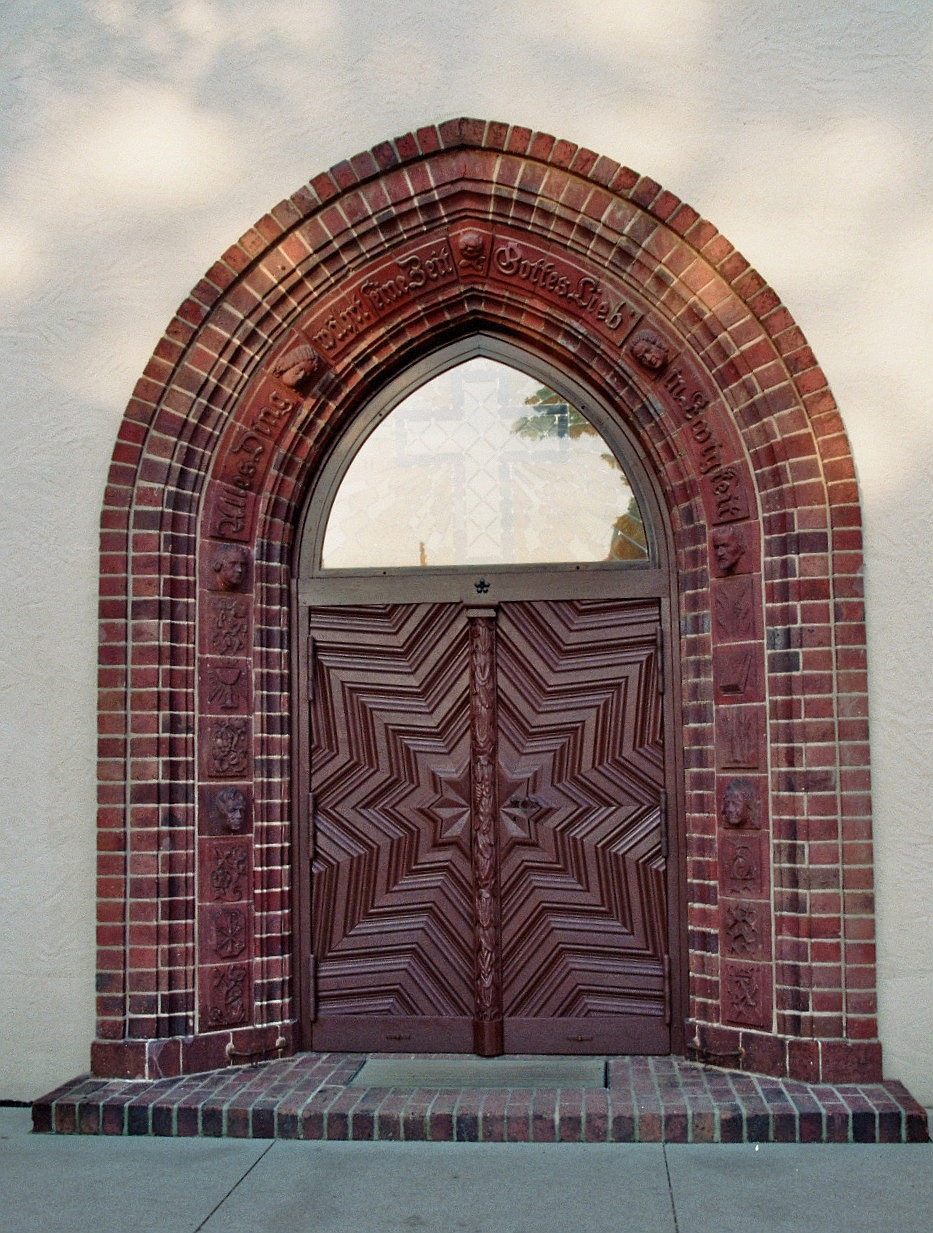
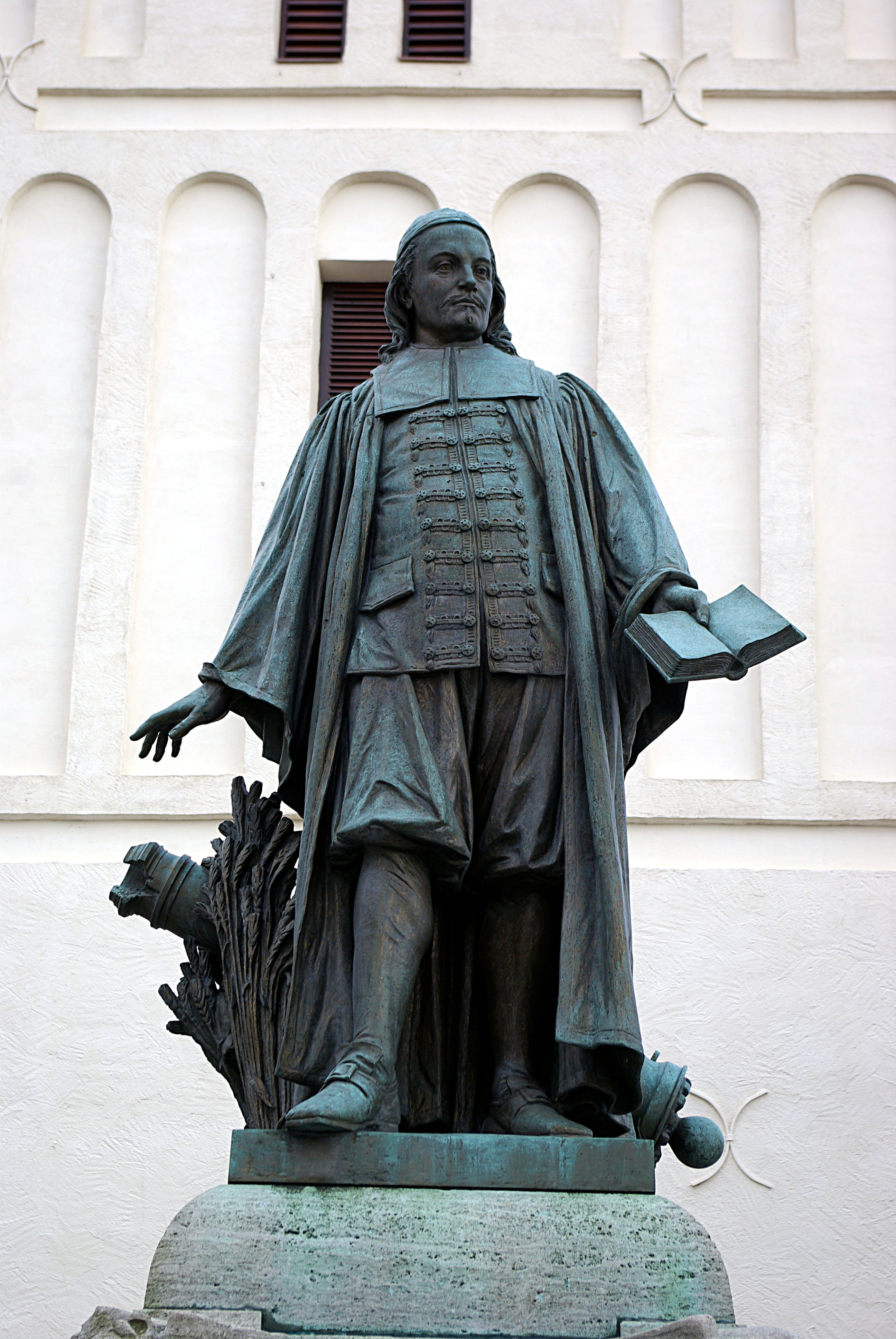
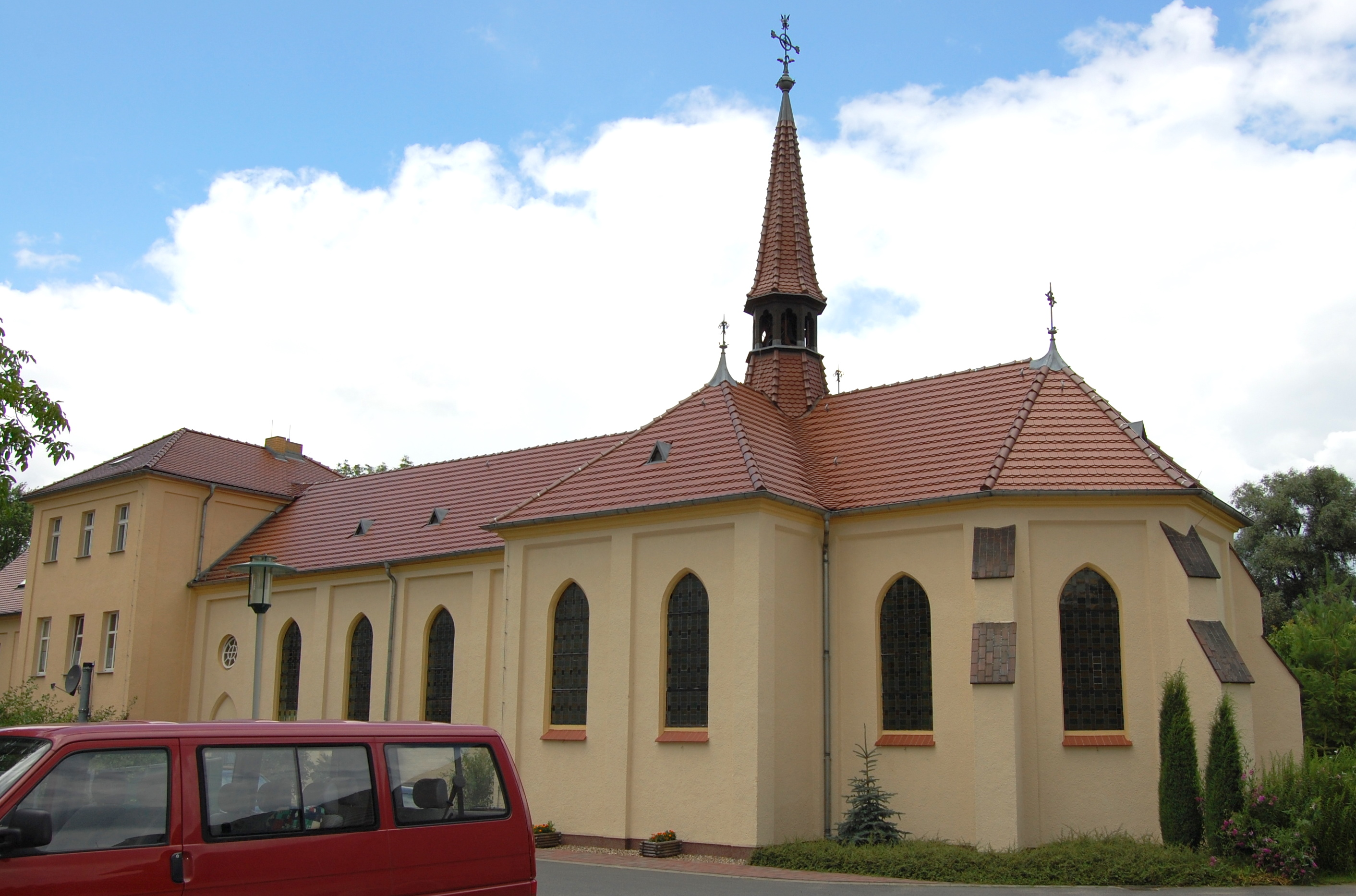
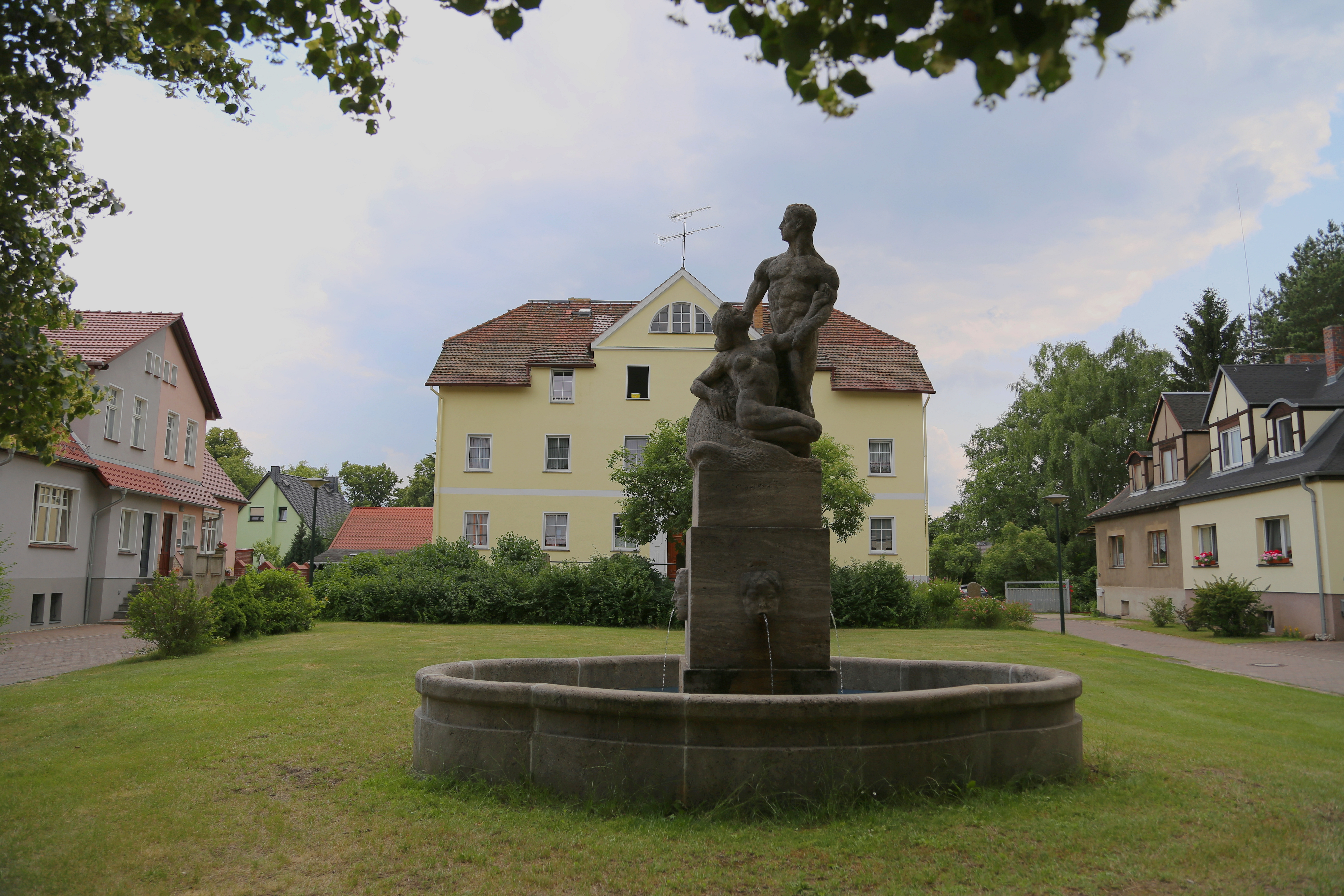
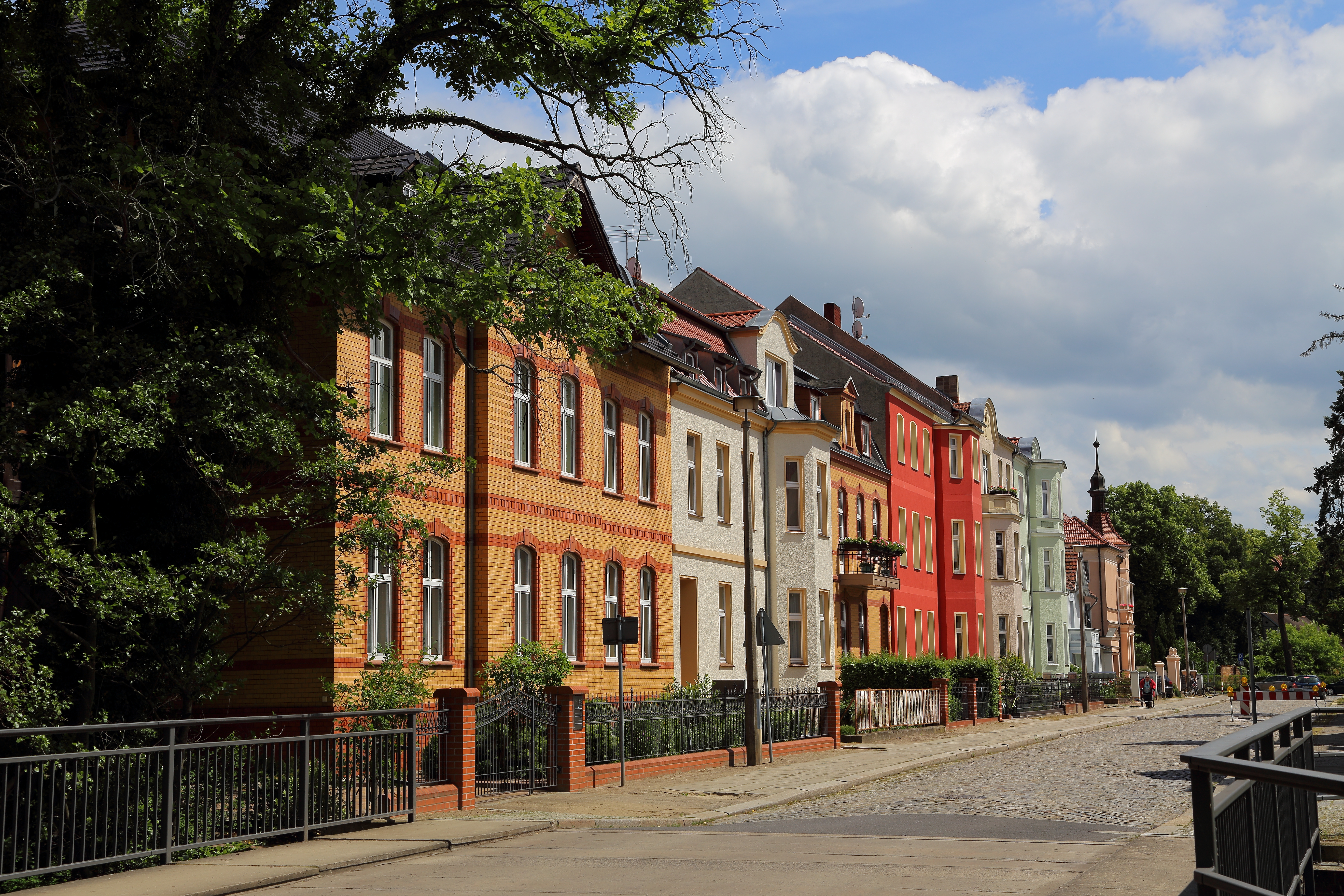
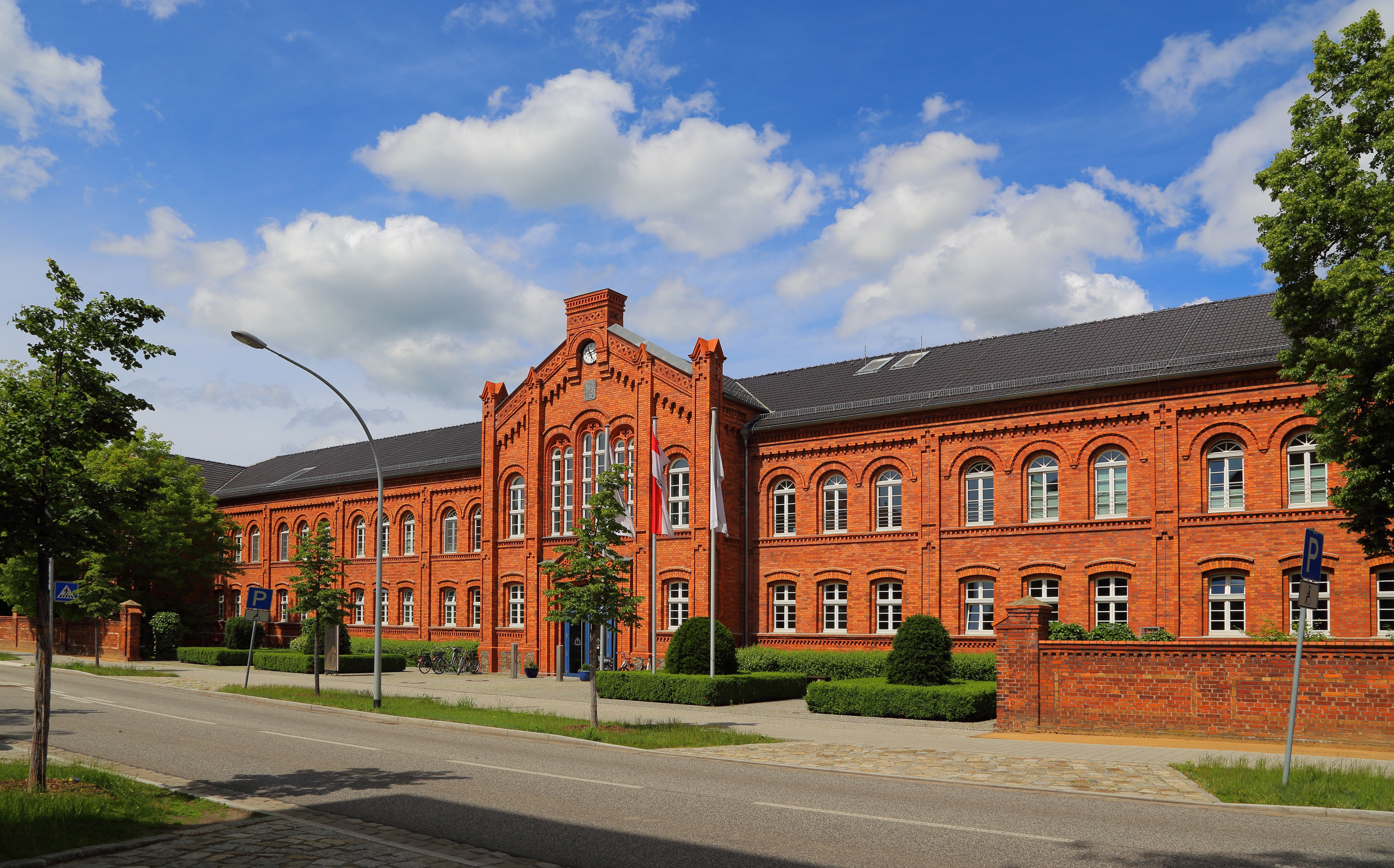

## Városrészek
- Lübben város (szorb nyelven: Lubin)
- Hartmannsdorf (Hartmanojce)
- Lubolz (Lubolce)
  - Groß Lubolz (Wjelike Lubolce)
  - Klein Lubolz (Małe Lubolce)
- Neuendorf (Nowa Wjas)
- Radensdorf (Radom)
- Steinkirchen (Kamjena)
- Treppendorf (Ranchow)

## Népesség
A település népességének változása:
| Lakosok száma | 5843 | 7866 | 9155 | 15 025 | 14 122 | 13 964 | 14 036 | 13 937 | 13 966 | 13 967 |
|               | 1875 | 1925 | 1950 | 2000   | 2010   | 2017   | 2020   | 2021   | 2022   | 2023   |

## Közlekedés

### Közúti közlekedés
A várost érinti az  A13-as autópálya.